# UFC 231: Holloway vs. Ortega
UFC 231: Holloway vs. Ortega war eine Mixed-Martial-Arts-Veranstaltung der Ultimate Fighting Championship (UFC). Sie fand am 8. Dezember 2018 in der Scotiabank Arena in Toronto, Ontario, Kanada statt und wurde als Pay-per-View ausgestrahlt.

## Hintergrund
Als Hauptkampf ist ein Match zwischen Max Holloway und Brian Ortega um den Federgewicht-Titel angesetzt. Hierbei geht Holloway als amtierender Titelträger in den Kampf. Der Fight zwischen den beiden sollte eigentlich schon bei dem UFC 226 ausgetragen werden, damals musste Holloway allerdings aufgrund von vergleichbaren Symptomen einer Gehirnerschütterung den Kampf absagen.
Bei dem UFC 231 gibt es mit dem Kampf zwischen Valentina Shevchenko und Joanna Jędrzejczyk einen zweiten Titelkampf. Hierbei versuchen die beiden Mixed-Martial-Arts-Kämpferinnen den Titel im Fliegengewicht zu gewinnen. Der vorherigen Titelträgerin, Nicco Montaño, wurde der Titel aberkannt, nachdem sie einen Kampf gegen Shevchenko bei dem UFC 228 aus gesundheitlichen Gründen nicht bestreiten konnte.

## Ergebnisse
KO = Knockout (Knockout); TKO = Technischer Knockout (Technical Knockout); SUB = Aufgabe durch Abklopfen (Submission); UDE = Punktentscheidung (einstimmig) (Unanimous Decision); SDE = Punktentscheidung (geteilt) (Split Decision); NC = Ohne Wertung (No Contest); (C) = Titelträger vor dem Kampf (Champion).
| Gewichtsklasse                    | Sieger                | Verlierer             | Methode                 | Runde | Zeit | Anmerkung                                           |  |
| --------------------------------- | --------------------- | --------------------- | ----------------------- | ----- | ---- | --------------------------------------------------- |  |
| Main Card                         |                       |                       |                         |       |      |                                                     |  |
| Federgewicht                      | Max Holloway (C)      | Brian Ortega          | TKO                     | 4     | 5:00 | Federgewicht-Titelkampf; Gestoppt durch den Doktor. |  |
| Fliegengewicht (Frauen)           | Valentina Shevchenko  | Joanna Jędrzejczyk    | UDE 49-46, 49-46, 49-46 | 5     | 5:00 | Fliegengewicht-Titelkampf (Frauen)                  |  |
| Weltergewicht                     | Gunnar Nelson         | Alex Oliveira         | SUB                     | 2     | 4:17 |                                                     |  |
| Federgewicht                      | Hakeem Dawodu         | Kyle Bochniak         | SDE 28-29, 30-27, 30-27 | 3     | 5:00 |                                                     |  |
| Halbschwergewicht                 | Thiago Santos         | Jimi Manuwa           | KO                      | 2     | 0:41 |                                                     |  |
| Preliminary Card (Fox Sports 1)   |                       |                       |                         |       |      |                                                     |  |
| Strawweight (Frauen)              | Nina Ansaroff         | Cláudia Gadelha       | UDE 29-28, 29-28, 29-28 | 3     | 5:00 |                                                     |  |
| Leichtgewicht                     | Gilbert Burns         | Olivier Aubin-Mercier | UDE 30-27, 30-27, 29-28 | 3     | 5:00 |                                                     |  |
| Fliegengewicht (Frauen)           | Jessica Eye           | Katlyn Chookagian     | SDE 29-28, 28-29, 29-28 | 3     | 5:00 |                                                     |  |
| Mittelgewicht                     | Elias Theodorou       | Eryk Anders           | SDE 29-28, 28-29, 29-28 | 3     | 5:00 |                                                     |  |
| Preliminary Card (UFC Fight Pass) |                       |                       |                         |       |      |                                                     |  |
| Bantamgewicht                     | Brad Katona           | Matthew Lopez         | UDE 30-27, 29-28, 29-28 | 3     | 5:00 |                                                     |  |
| Weltergewicht                     | Dhiego Lima           | Chad Laprise          | KO                      | 1     | 1:37 |                                                     |  |
| Leichtgewicht                     | Carlos Diego Ferreira | Kyle Nelson           | TKO                     | 2     | 1:23 |                                                     |  |
| Halbschwergewicht                 | Aleksandar Rakić      | Devin Clark           | TKO                     | 1     | 4:05 |                                                     |  |